# Voyager 2
Voyager 2 este o sondă spațială lansată de NASA la 20 august 1977, pentru a studia planetele exterioare. Parte a programului Voyager, sonda a fost lansată cu 16 zile înainte de gemenul său, Voyager 1, pe o traiectorie care a durat mai mult pentru a ajunge la Jupiter și Saturn, dar a permis întâlniri ulterioare cu Uranus și Neptun.
Misiunea sa principală s-a încheiat cu explorarea sistemului neptunian la 2 octombrie 1989, după ce a vizitat sistemul uranian în 1986, sistemul saturnian în 1981 și sistemul jupiterian în 1979. Voyager 2 este acum în misiunea sa extinsă de a studia marginea sistemului solar și funcționează de 47 ani, 11 luni și 17 zile. Este încă în contact cu NASA.
La o distanță de 139,7 au (20,8 miliarde km) de Pământ (în august 2025), deplasându-se cu o viteză de 15,341 km/s (55.230 km/h)  în raport cu Soarele, Voyager 2 a părăsit heliosfera intrând în spațiul interstelar, o regiune a spațiului cosmic dincolo de influența Sistemului Solar, alăturându-se navei Voyager 1 care a ajuns în mediul interstelar în 2012. Voyager 2 a început să ofere primele măsurători directe ale densității și temperaturii plasmei interstelare.

## Caracteristicile sondei
Voyager 2 este o sondă spațială relativ grea, care cântărea 815 kilograme la plecarea de pe Terra. Este o copie a Voyager 1 cu o diferență de câteva detalii. Fără diferitele apendice, constă dintr-un cub cu latura de 4 metri a cărui componentă cea mai proeminentă este antena parabolică de 3,7 metri în diametru. 
Construită de Jet Propulsion Laboratory (JPL), Voyager 2 include 16 propulsoare alimentate cu hidrazină, stabilizare cu trei axe, giroscopuri și instrumente de referință cerească (senzor solar/Canopus Star Tracker) pentru a menține orientarea antenei spre Pământ. Aceste instrumente fac parte din Subsistemul de control al atitudinii și al articulației (AACS) împreună cu unitățile redundante ale majorității instrumentelor și a celor 8 propulsoare de rezervă. Nava spațială a inclus, de asemenea, 11 instrumente științifice pentru a studia obiectele cerești pe măsură ce călătorește prin spațiu.

### Instrumente științifice
| Filtre pentru camere cu câmp îngust | Filtre pentru camere cu câmp îngust | Filtre pentru camere cu câmp îngust | Filtre pentru camere cu câmp îngust |
| Nume                                | Lungime de undă                     | Spectru                             | Sensitivitate                       |
| ----------------------------------- | ----------------------------------- | ----------------------------------- | ----------------------------------- |
| Clar                                | 280 nm – 640 nm                     |                                     |                                     |
| UV                                  | 280 nm – 370 nm                     |                                     |                                     |
| Violet                              | 350 nm – 450 nm                     |                                     |                                     |
| Alastru                             | 430 nm – 530 nm                     |                                     |                                     |
| '                                   | '                                   |                                     | '                                   |
| Verde                               | 530 nm – 640 nm                     |                                     |                                     |
| '                                   | '                                   |                                     | '                                   |
| Portocaliu                          | 590 nm – 640 nm                     |                                     |                                     |
| '                                   | '                                   |                                     | '                                   |

| Filtre pentru camere cu câmp larg | Filtre pentru camere cu câmp larg | Filtre pentru camere cu câmp larg | Filtre pentru camere cu câmp larg |
| Nume                              | Lungime de undă                   | Spectru                           | Sensitivitate                     |
| --------------------------------- | --------------------------------- | --------------------------------- | --------------------------------- |
| Clar                              | 280 nm – 640 nm                   |                                   |                                   |
| '                                 | '                                 |                                   | '                                 |
| Violet                            | 350 nm – 450 nm                   |                                   |                                   |
| Albastru                          | 430 nm – 530 nm                   |                                   |                                   |
| CH4-U                             | 536 nm – 546 nm                   |                                   |                                   |
| Verde                             | 530 nm – 640 nm                   |                                   |                                   |
| Na-D                              | 588 nm – 590 nm                   |                                   |                                   |
| Portocaliu                        | 590 nm – 640 nm                   |                                   |                                   |
| CH4-JST                           | 614 nm – 624 nm                   |                                   |                                   |

| Filtre pentru camere cu câmp îngust | Filtre pentru camere cu câmp îngust | Filtre pentru camere cu câmp îngust | Filtre pentru camere cu câmp îngust |
| Nume                                | Lungime de undă                     | Spectru                             | Sensitivitate                       |
| ----------------------------------- | ----------------------------------- | ----------------------------------- | ----------------------------------- |
| Clar                                | 280 nm – 640 nm                     |                                     |                                     |
| UV                                  | 280 nm – 370 nm                     |                                     |                                     |
| Violet                              | 350 nm – 450 nm                     |                                     |                                     |
| Alastru                             | 430 nm – 530 nm                     |                                     |                                     |
| '                                   | '                                   |                                     | '                                   |
| Verde                               | 530 nm – 640 nm                     |                                     |                                     |
| '                                   | '                                   |                                     | '                                   |
| Portocaliu                          | 590 nm – 640 nm                     |                                     |                                     |
| '                                   | '                                   |                                     | '                                   |

| Filtre pentru camere cu câmp larg | Filtre pentru camere cu câmp larg | Filtre pentru camere cu câmp larg | Filtre pentru camere cu câmp larg |
| Nume                              | Lungime de undă                   | Spectru                           | Sensitivitate                     |
| --------------------------------- | --------------------------------- | --------------------------------- | --------------------------------- |
| Clar                              | 280 nm – 640 nm                   |                                   |                                   |
| '                                 | '                                 |                                   | '                                 |
| Violet                            | 350 nm – 450 nm                   |                                   |                                   |
| Albastru                          | 430 nm – 530 nm                   |                                   |                                   |
| CH4-U                             | 536 nm – 546 nm                   |                                   |                                   |
| Verde                             | 530 nm – 640 nm                   |                                   |                                   |
| Na-D                              | 588 nm – 590 nm                   |                                   |                                   |
| Portocaliu                        | 590 nm – 640 nm                   |                                   |                                   |
| CH4-JST                           | 614 nm – 624 nm                   |                                   |                                   |

| Voyager spacecraft diagram       |
| Diagrama navei spațiale Voyager. |

| Voyager in transport to a solar thermal test chamber |
| Voyager în camera de testare termică solară.         |

|                                                                                 |
| Voyager 2 așteaptă intrarea în sarcină utilă într-o rachetă Titan IIIE/Centaur. |

## Derularea misiunii

### Lansare și traiectorie

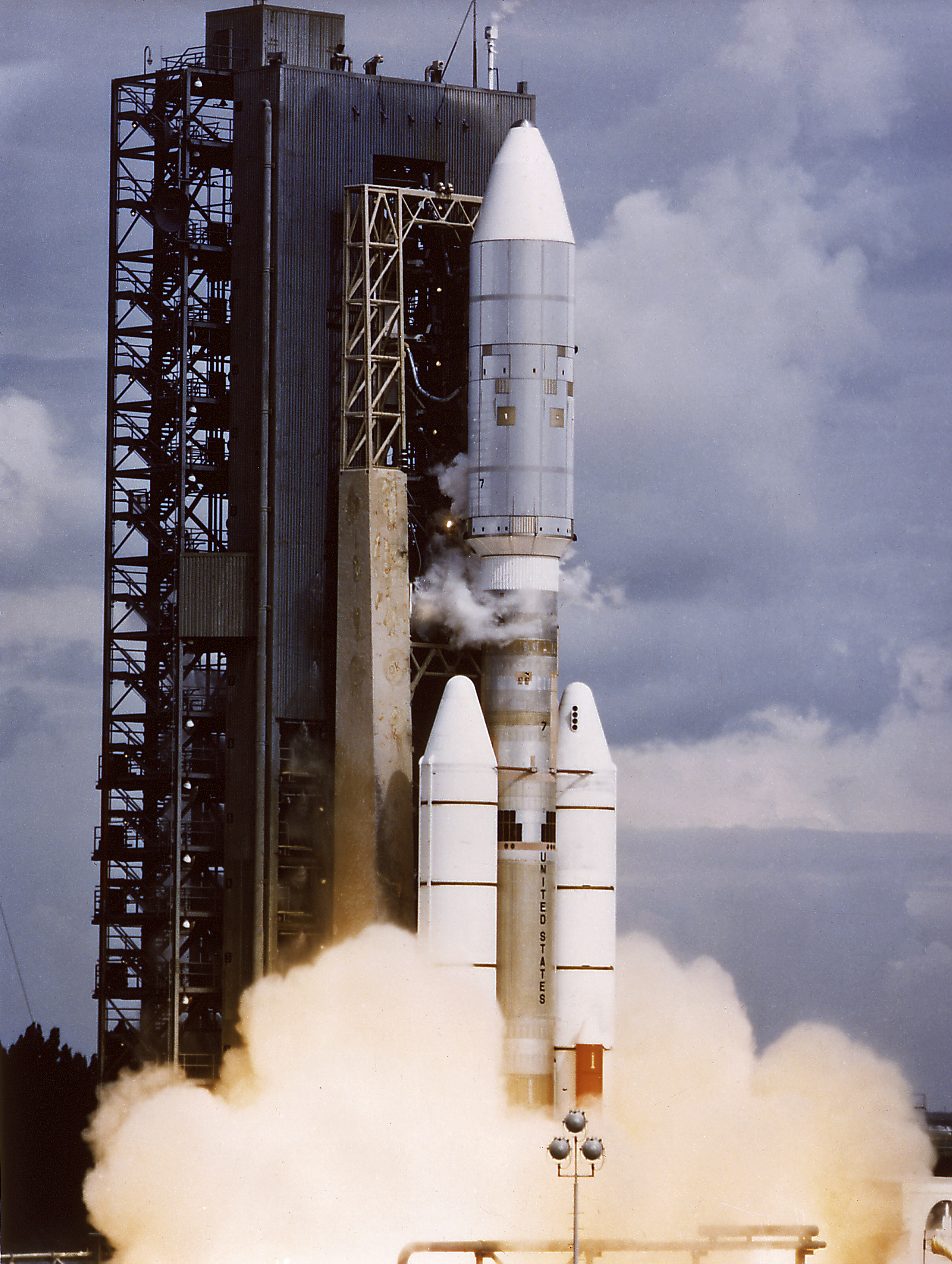
Lansarea Voyager 2 la 20 august 1977 de o rachetă Titan IIIE/Centaur

Sonda Voyager 2 a fost lansată la 20 august 1977, de NASA de la Space Launch Complex 41 la Cape Canaveral, Florida, la bordul unui vehicul de lansare Titan IIIE/Centaur. Două săptămâni mai târziu, la 5 septembrie 1977 a fost lansată sonda geamănă Voyager 1. Cu toate acestea, Voyager 1 a ajuns mai repede atât la Jupiter cât și la Saturn întrucât Voyager 2 a fost lansată pe o traiectorie mai lungă, mai circulară.
Orbita inițială a lui Voyager 1 avea un afeliu de 8,9 a.u., doar cu puțin mai scurtă din orbita lui Saturn de 9,5 au. Orbita inițială a Voyager 2 avea un afeliu de 6,2 au, mult mai scurt decât orbita lui Saturn.
La scurt timp după lansare, computerul de control al zborului a diagnosticat în mod incorect o problemă de direcție și a inițiat manevre care au dus la o legătură radio de 2 ore cu Terra. Calcularea încorporată a rezolvat în mod autonom problema care a apărut odată cu introducerea parametrilor greșiți în sistemul de control al direcției. Câteva săptămâni mai târziu, echipa de control de la sol, acaparată de noi proiecte, nu a reușit să trimită un mesaj radio sondei. Absența primirii unui mesaj a fost interpretată de sondă ca o defecțiune a receptorului radio principal și a trecut pe receptorul de rezervă. Ulterior, o siguranță a sursei de alimentare a receptorului principal a sărit, scoțându-l definitiv din funcțiune. Receptorul de rezervă era funcțional, dar un condensator stricat a însemnat că se puteau primi doar transmisii  trimise la o frecvență precisă, iar această frecvență ar fi afectată de rotația Pământului (datorită efectului Doppler) și de temperatura receptorului de la bord, printre alte lucruri. Pentru fiecare transmisie ulterioară către Voyager 2, era necesar ca inginerii să calculeze frecvența specifică a semnalului, pentru a putea fi primit de către nava spațială.

### Jupiter
Cea mai mare apropiere a lui Voyager 2 de Jupiter a avut loc la 9 iulie 1979 22:29 UT, când sonda s-a aflat la 570.000 km de norii care înconjoară planeta. Marea pată roșie a lui Jupiter a fost dezvăluită ca fiind o furtună complexă care se deplasează în sens invers acelor de ceasornic. Alte furtuni și vârtejuri mai mici au fost găsite de-a lungul benzii de nori.
Voyager 2 a trimis imagini cu Jupiter, precum și cu sateliții acesteia: Amalthea, Io, Callisto, Ganymede și Europa. Voyager 2 a confirmat observațiile lui  Voyager 1 despre vulcanismul activ pe Io și a dezvăluit modul în care suprafața satelitului s-a schimbat în cele patru luni de la vizita precedentă. Împreună, cele două Voyager au observat erupția a nouă vulcani pe Io și există dovezi că au apărut alte erupții între cele două zboruri ale lui Voyager.
Satelitul Europa afișează un număr mare de caracteristici liniare care se intersectează în fotografiile cu rezoluție joasă de la Voyager 1. La început, oamenii de știință au crezut că trăsăturile pot fi fisuri profunde, cauzate de spargerea crustelor sau de procese tectonice. Fotografiile de înaltă rezoluție de la Voyager 2 au arătat că aceste caracteristicile nu aveau topografie și un om de știință a spus că „ar fi putut fi pictate cu un marker din fetru”.  Se crede că satelitul Europa are o crustă subțire (mai mică de 30 km grosime) de gheață, posibil să plutească pe un ocean de 50 km adâncime.
Doi noi sateliți mici, Adrastea și Metis, au fost găsiți orbitând chiar în afara inelului. Un al treilea satelit nou, Thebe, a fost descoperit între orbitele Amalthea și Io.
| The Great Red Spot photographed during the Voyager 2 flyby of Jupiter |
| Marea Pată Roșie fotografiată de Voyager 2 în timpul survolului.      |

| A transit of Io across Jupiter, July 9, 1979 |
| Tranzitul lui Io, 9 iulie 1979.              |

| Several faint volcanic eruptions on Io, photographed by Voyager 2   |
| Mai multe erupții vulcanice slabe pe Io, fotografiate de Voyager 2. |

| A color mosaic of Europa               |
| Un mozaic de culori, satelitul Europa. |

| A color mosaic of Ganymede               |
| Un mozaic de culori, satelitul Ganymede. |

| Callisto photographed at a distance of 1 million kilometers       |
| Callisto fotografiată de la o distanță de 1 milion de kilometeri. |

| One ring of Jupiter photographed during the Voyager 2 flyby of Jupiter |
| Un inel slab al lui Jupiter a fost fotografiat în timpul zborului.     |

| An eruptive event that occurred as Voyager 2 approached Jupiter |
| Eveniment eruptiv atmosferic pe Jupiter.                        |

### Saturn
La 26 august 1981, Voyager 2 a trecut la 161.000 km de centrul planetei Saturn, la 9 luni după Voyager 1.
În timp ce trecea în spatele lui Saturn (văzut de pe Pământ), Voyager 2 a sondat atmosfera superioară a planetei adunând informații despre profilele atmosferice de temperatură și densitate. Voyager 2 a constatat că, la nivelurile de presiune superioare (7 kilopascali presiune), temperatura lui Saturn era de 70 de grade Kelvin (-203 °C), în timp ce, la cele mai profunde niveluri măsurate (120 kilopascali), temperatura creștea la 143 K (-130 °C). S-a descoperit că polul nord era mai rece cu 10 kelvini, deși acest lucru poate fi sezonier. Sonda a fost direcționată astfel încât să poată obține vizualizări mai bune ale sateliților decât Voyager 1. 
După survolul lui Saturn, platforma ghidată de instrumente s-a oprit temporar, determinând calculatorul principal să anuleze măsurătorile și să piardă o mulțime de date. 24 de ore mai târziu, inginerii misiunii au reușit să remedieze problema platformei (cauzată de o suprasolicitare care și-a epuizat temporar lubrifiantul), dar situația a fost restaurată definitiv 3 zile mai târziu după trimiterea instrucțiunilor de către echipele de la sol. Traiectoria a permis sondei să utilizeze asistența gravitațională a lui Saturn pentru a se muta la următoarea destinație: Uranus.
| Voyager 2 Saturn approach view      |
| Planeta Saturn văzută de Voyager 2. |

| North, polar region of Saturn imaged in orange and UV filters                |
| Regiunea nordică, polară a lui Saturn, imaginată în filtre portocalii și UV. |

| Color image of Enceladus showing terrain of widely varying ages |
| Imagine color a Enceladus.                                      |

| Cratered surface of Tethys at 594,000 km |
| Tethys de la 594.000 km.                 |

| Atmosphere of Titan imaged from 2.3 million km     |
| Atmosfera satelitului Titan de la 2,3 milioane km. |

| Titan occultation of the Sun from 0.9 million km         |
| Ocultarea Soarelui de către Titan de la 0,9 milioane km. |

| Two-toned Iapetus from Voyager 2, August 22, 1981 |
| Iapetus, 22 august 1981.                          |

| "Spoke" features observed in the rings of Saturn |
| Caracteristici observate în Inelele lui Saturn.  |

### Uranus
Cea mai mare apropiere a lui Uranus a avut loc la 24 ianuarie 1986, când Voyager 2 s-a aflat la 81.500 de kilometri de norii planetei. Voyager 2 a descoperit 11 sateliți necunoscuți anterior: Cordelia, Ophelia, Bianca, Cressida, Desdemona, Julieta, Portia, Rosalinda, Belinda, Puck și Perdita. Toți acești sateliți sunt mici, cei mai mari având un diametru de 150 km. Misiunea a studiat și atmosfera unică a planetei, cauzată de înclinarea axială a acesteia de 97,8 ° și a examinat sistemul de inele uraniene. Durata unei zile pe Uranus măsurată de Voyager 2 este de 17 ore și 14 minute. S-a arătat că Uranus are un câmp magnetic care a fost aliniat greșit cu axa sa de rotație, spre deosebire de alte planete care au fost vizitate până la acel moment.
Imagini detaliate de la survolul Voyager 2 asupra satelitului Miranda a arătat canioane uriașe făcute de falii geologice. O ipoteză sugerează că Miranda ar putea consta într-o reagregare a materialului în urma unui eveniment anterior, când Miranda a fost spulberată în bucăți de un impact violent.
Voyager 2 a descoperit două inele uraniene necunoscute anterior. Măsurătorile au arătat că inelele uraniene sunt diferite de cele ale planetelor Jupiter și Saturn. Sistemul de inele uranian ar putea fi relativ tânăr și nu s-a format în același timp cu Uranus. Particulele care alcătuiesc inelele ar putea fi rămășițele unui satelot care a fost distrus fie printr-un impact de mare viteză, fie de limita Roche.
| Uranus as viewed by Voyager 2 |
| Uranus văzut de Voyager 2     |

| Departing image of crescent Uranus |
| Secera Uranus                      |

| Fractured surface of Miranda     |
| Suprafața fracturata a Mirandei. |

| Ariel imaged from 130,000 km  |
| Ariel văzut de la 130,000 km. |

| Titania imaged from 500,000 km  |
| Titania văzut de la 500.000 km. |

| Umbriel imaged from 550,000 km  |
| Umbriel văzut de la 550.000 km. |

| Oberon imaged from 660,000 km  |
| Oberon văzut de la 660.000 km. |

| Voyager 2 photo of the Rings of Uranus |
| Inelele uramiene văzute de Voyager 2.  |

### Neptun
Voyager 2 este prima sondă spațială și până în prezent este singura care a survolat planeta gazoasă Neptun. Cea mai apropiată abordare a planetei Neptun a avut loc la 25 august 1989. Prin simulări de test repetate computerizate ale traiectoriilor prin sistemul neptunian, echipa de la sol a determinat cea mai bună cale de a ruta Voyager 2 prin sistemul Neptun-Triton. Deoarece planul orbitei Triton este înclinat în mod semnificativ în raport cu planul eclipticii, prin corecțiile de la jumătatea cursului, Voyager 2 a fost direcționată pe o cale de aproximativ 4950 de kilometri deasupra polului nord al planetei Neptun. La cinci ore după ce Voyager 2 s-a apropiat cel mai mult de Neptun, a efectuat o apropiere de Triton, cel mai mare satelit al lui Neptun din cei doi sateliți cunoscuți la acea vreme, trecând la o distanță de aproximativ 40.000 de kilometri.
Voyager 2 a descoperit inele neptuniene anterior necunoscute, și a confirmat șase noi sateliți: Despina, Galatea, Larissa, Proteus, Naiad și Thalassa. În timp ce se afla în vecinătatea planetei Neptun, Voyager 2 a descoperit „Marea Pată Întunecată”, care a dispărut de atunci, conform observațiilor telescopului spațial Hubble. Ulterior, s-a emis ipoteza conform căreia Marea Pată Întunecată a fost o regiune cu gaze limpezi, care au format o fereastră în platforma de nori de metan de înaltă altitudine a planetei.
Odată cu decizia Uniunii Astronomice Internaționale de a reclasifica Pluto ca planetă pitică în 2006, survolul lui Neptun de către Voyager 2 în 1989 a devenit momentul în care toate planetele din sistemul nostru solar au fost vizitate cel puțin o dată de o sondă spațială.
| Voyager 2 image of Neptune  |
| Neptun văzută de Voyager 2. |

| Neptune and Triton three days after Voyager's flyby        |
| Neptun și Triton la trei zile după survolul lui Voyager 2. |

| Despina as imaged from Voyager 2      |
| Satelitul Despina văzut de Voyager 2. |

| Cratered surface of Larissa    |
| Suprafața satelitului Larissa. |

| Dark surface of Proteus        |
| Suprafața satelitului Proteus. |

| Color mosaic of Voyager 2 Triton |
| Triton văzut de Voyager 2.       |

| Cirrus clouds imaged above gaseous Neptune |
| Nori cirrus deasupra lui Neptun.           |

| Rings of Neptune taken in occulation from 280,000km |
| Inelele lui Neptun văzute de la 280.000 km.         |

## Misiune interstelară

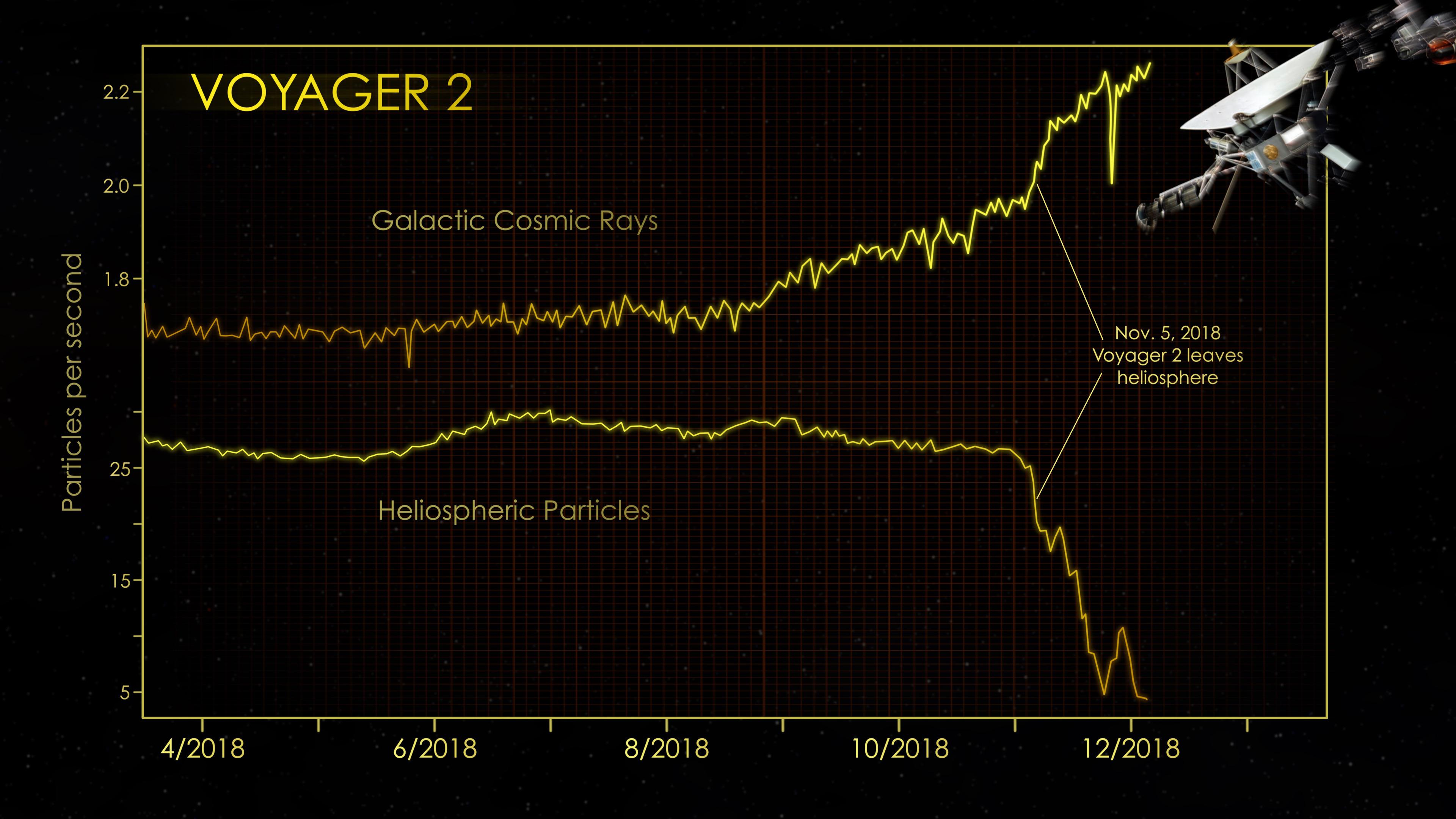
Voyager 2 a părăsit heliosfera la 5 noiembrie 2018.

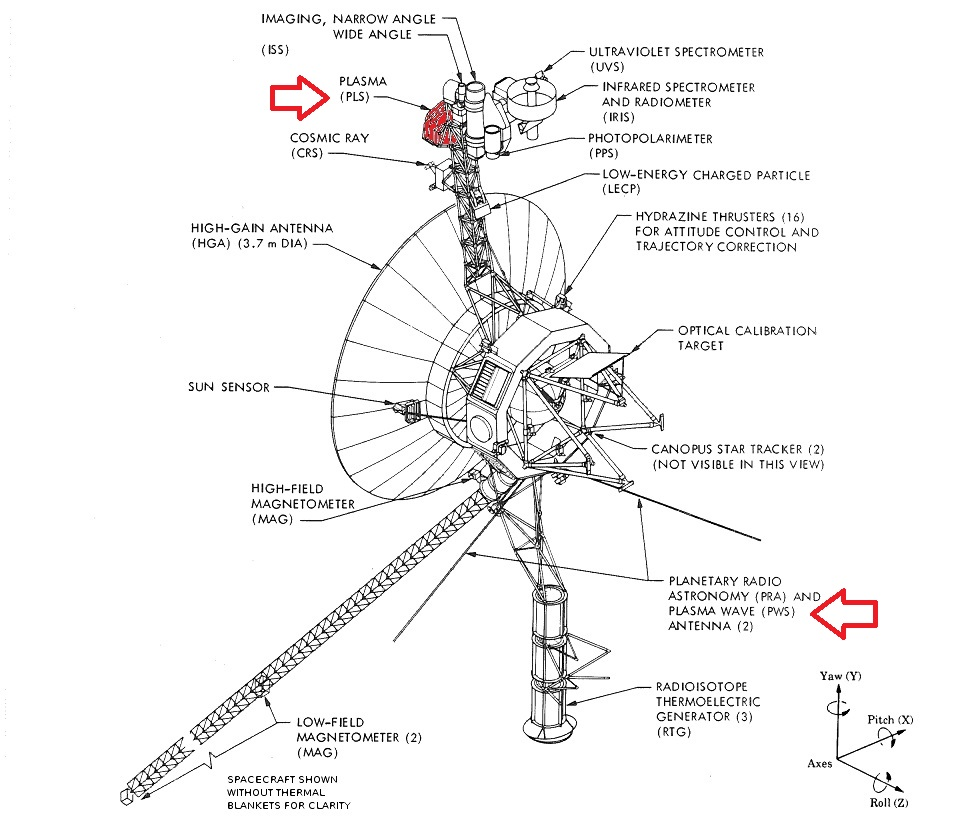
Pe Voyager 2, atât PWS cât și PRS au rămas active, în timp ce pe Voyager 1 PRS a fost închis în 2007.

Odată ce misiunea sa planetară a fost terminată, Voyager 2 a început misiunea interstelară, pe care NASA o folosește pentru a afla cum arată Sistemul Solar dincolo de heliosferă. Voyager 2 transmite în prezent date științifice la aproximativ 160 de biți pe secundă . Informații despre continuarea schimburilor de telemetrie cu Voyager 2 sunt disponibile în Rapoartele săptămânale ale Voyager.
În 1992, Voyager 2 a observat nova V1974 Cygni.
În iulie 1994, în momentul impactului cometei Shoemaker-Levy 9 cu Jupiter, Voyager 2 a încercat să efectueze măsurători cu spectrometrul ultraviolet, dar fără rezultat.
La 29 noiembrie 2006, o comandă telemetrată către Voyager 2 a fost decodată incorect de computerul său de bord ca o comandă pentru a porni încălzitoarele electrice ale magnetometrului navei spațiale. Aceste încălzitoare au rămas pornite până la 4 decembrie 2006 și, în acea perioadă, temperatura s-a ridicat peste 130 °C, semnificativ mai mare decât temperatura la care au fost proiectate magnetometrele să îndure și un senzor s-a rotit de la orientarea corectă.
La 30 august 2007, Voyager 2 a traversat regiunea numită „șoc de terminare” al heliosferei cu aproximativ 1,6 miliarde de km mai aproape de Soare decât a făcut Voyager 1. Acest lucru se datorează câmpului magnetic interstelar al spațiului profund, indicând structura asimetrică a heliosferei. La 5 noiembrie 2018, la o distanță de 119 au de Soare, sonda Voyager 2 a traversat heliopauza și a intrat în spațiul interstelar. Detectorul de plasmă de la bordul Voyager 2 oferă informații mai precise despre condițiile fizice care predomină în zonele extreme ale heliosferei decât Voyager 1, unde acest instrument a eșuat.
La 1 ianuarie 2020, Voyager 2 se afla la mai mult de 18.353.000.000 km (122.69 au) de Soare. Sonda se îndepărtează de Soare cu o viteză de 15,327 km/s (55.177 km/h) spre constelația Păunul..
Voyager 2 nu se îndreaptă către nici o stea, deși în aproximativ 42.000 de ani va trece la 1,7 ani-lumină de steaua Ross 248,  din constelația Andromeda. Dacă nu i se va întâmpla nimic timp de 296.000 de ani, Voyager 2 ar trebui să treacă de steaua Sirius la o distanță de 4,3 ani-lumină. Se așteaptă ca Voyager 2 să continue să transmită mesaje radio slabe până cel puțin la jumătatea anilor 2020, la mai mult de 48 de ani de la lansarea sa.
Deoarece puterea de la RTG se reduce lent, diverse echipamente au fost oprite pe ambele nave spațiale.  Primul echipament științific oprit pe Voyager 2, a fost PPS în 1991, care a economisit 1,2 wați.
În octombrie 2020 astronomii au raportat o creștere semnificativă și neașteptată a densității în spațiul dincolo de Sistemul Solar detectate de către sondele spațiale Voyager 1 și Voyager 2. Potrivit cercetătorilor, acest lucru implică faptul că „gradientul de densitate este o caracteristică pe scară largă a VLISM-ului (abreviere de la very local interstellar medium, „mediu interstelar foarte local”) în direcția generală a structurii exterioare a heliosferei”. La jumătatea lunii martie 2020 antena radio de 70 de metri lățime folosită pentru comunicare a fost deconectată pentru reparații și modernizări ale Deep Space Station 43 (două transmițătoare radio noi, modernizarea echipamentelor de răcire, alimentare cu energie și alte componente electronice). La 29 octombrie 2020, operatorii NASA au trimis o serie de comenzi navei, pentru prima dată de la deconectrea antenei. Voyager 2 a confirmat primirea „apelului” și a executat comenzile fără probleme.

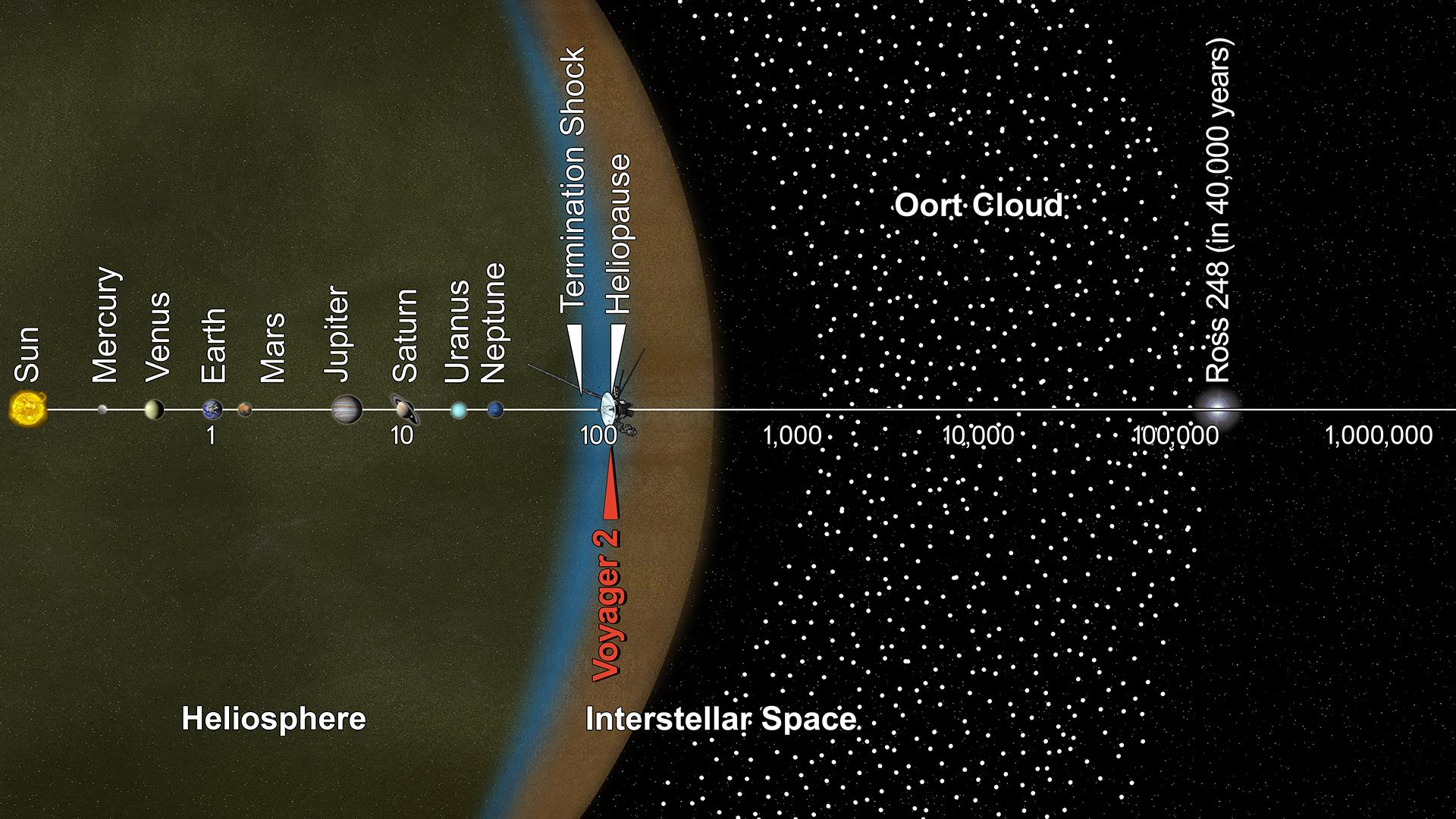
Poziția lui Voyager 2 în decembrie 2018. Observați distanțele mari condensate într-o scară exponențială: Terra este la 1 unitate astronomică (AU) de Soare; Saturn este la 10 AU, iar heliopauza este la aproximativ 120 AU. Neptun este la 30,1 AU de Soare; astfel marginea spațiului interstelar este de aproximativ patru ori mai departe de Soare decât ultima planetă.

## Discul de aur

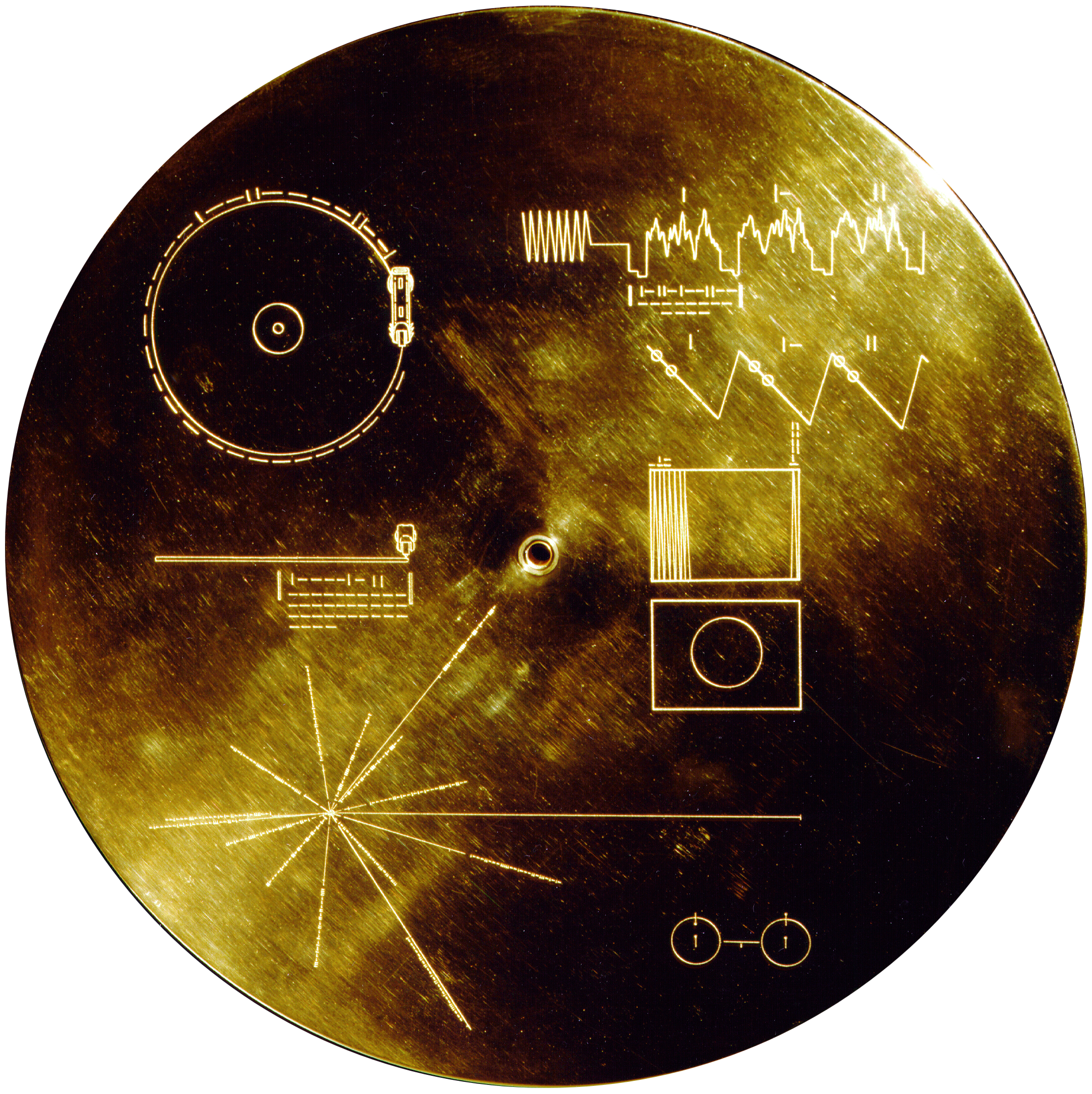
Discul de Aur de pe Voyager

Fiecare sondă spațială Voyager poartă un disc audio-video din cupru placat cu aur, în eventualitatea în care vreo navă spațială va fi vreodată găsită de o formă de viață inteligentă din alte sisteme planetare.
Discurile conțin fotografii ale Pământului și ale formele sale de viață, o serie de informații științifice, salutări rostite din partea oamenilor (de exemplu, secretarul general al Națiunilor Unite și președintele Statelor Unite, precum și copii) și o colecție de „sunete ale Pământului”, care include: sunetele balenelor, un bebeluș care plânge, valurile care se sparg de un țărm și o colecție de lucrări muzicale, inclusiv lucrări ale lui Wolfgang Amadeus Mozart, Ludwig van Beethoven, „Johnny B. Goode” a lui Chuck Berry, Valya Balkanska și alți clasici estici și vestici și interpreți etnici.